# أبو القاسم النعماني
أبو القاسم النعماني (من مواليد 14 يناير 1947) هو عالم مسلم هندي ومفتي وشيخ الحديث الحالي لدار العلوم ديوبند. وهو من بين أكثر 500 شخصية إسلامية تأثيراً .

## ولادته و نشأته
ولد أبو القاسم النعماني في 22 صفر 1366 هـ الموافق 14 يناير 1947 في مدنبورا، ولاية بنارس، الهند البريطانية (موجودہ فاراناسي، اترابرادیش). تلقى تعليمه الابتدائي لدى والدته وجده، ثم في شوال 1375ه‍ـ المطابق عام 1956م تلقى تعليمه الابتدائي والثانوي في الجامعة الإسلامية مدنبورا، باناراس، في شوال 1379 هـ، بدأ تعليم اللغة العربية في عام 1960 من دار العلوم بمئو ، ثم سنة 1962 هـ 1381 هـ، وبعد الدراسة لمدة سنة في جامعة مفتاح علوم مايو للتعليم العالي، قصد إلى دار العلوم ديوبند عام 1382هـ المصادر 1963م وتخرج من الحديث عام 1387هـ المطابق 1967م. وكان من بين أساتذته في ديوبند سيد فخر الدين أحمد، ومحمد إبراهيم البلياوي، ومحمود حسن الكنكوهي، ووحيد الزمان الكيرانوي.

## حياته العلمية والعملية
بعد التخرج من دار العلوم ديوبند، واصل العمل كشيخ الحديث ورئيس المفتي في مؤسسته المحلية، الجامعة الإسلامية ريوري تالاب، بنارس؛ حتى أنه انتخب رئيسا لدار العلوم ديوبند في 24 يوليو 2011 خلفا لغلام محمد الوستانوي.  ومن عام 1992 إلى عام 2011، كان عضوًا دائمًا في مجلس استشاري لدار العلوم ديوبند. وكان أيضًا عضوًا في لجنة عملية لجمعية علماء الهند، وفي عام 1429هـ الموافق 2008م، تم تعيينه أيضًا نائبًا لرئيس جمعية علماء الهند. ما زال يُدرِّس جامع الترمذي في دار العلوم حتى إغلاقها في 22 مارس 2020م، بسبب الإغلاق الناجم عن جائحة فيروس كورونا. وفي 14 أكتوبر 2020، بعد وفاة سعيد أحمد البالنبوري، عيّن شيخ الحديث لدار العلوم ديوبند.  وهو من بين أكثر 500 مسلم تأثيرا.

## مصنفاته
ليس له مصنفات مستقلة. إلا أنه تم نشر مجموعات من دروسه ومواعظه تحت الأسماء التالية:
- التقرير المرضي لحل سنن الترمذي (بالأردية)
- اسباق حديث (جزءان بالأردية)
- خطبات نعمانى (بالأردية)
- مواعظ نعمانى (بالأردية)
- مقالات نعمانى (بالأردية)
- محاسبۂ نفس مع حقیقتِ مراقبہ (بالأردية)[6]